# St. Agnes (Angermund)

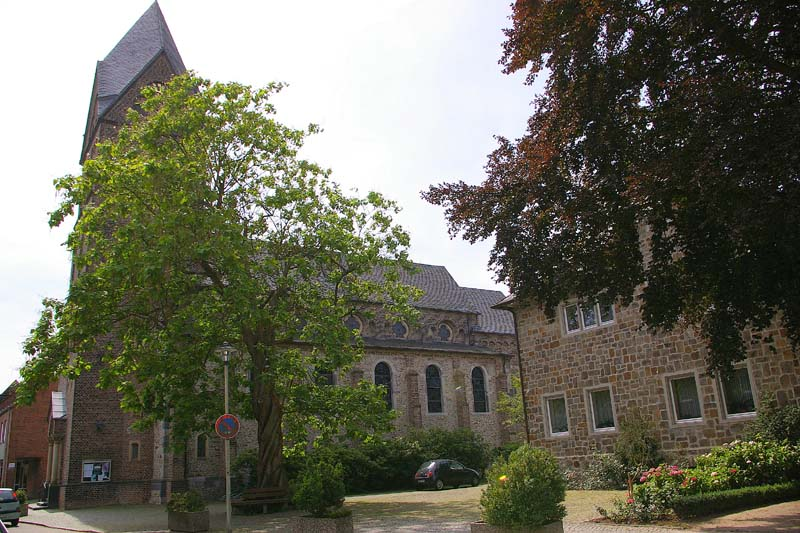
Außenansicht

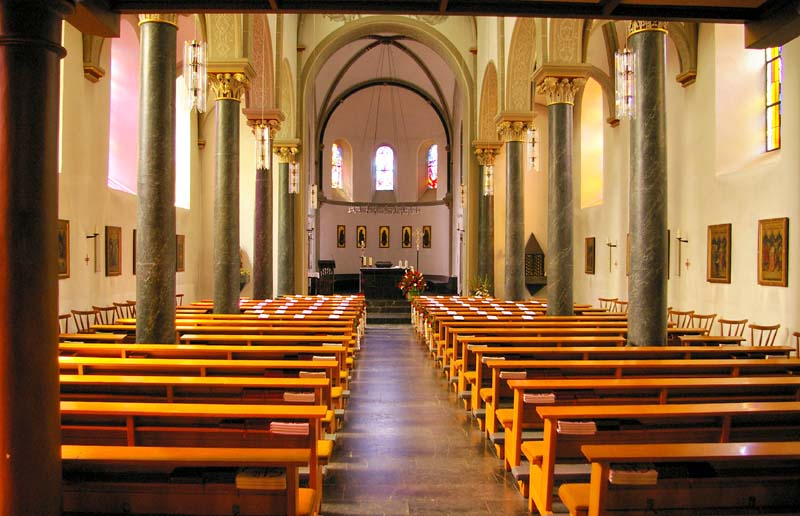
Innenansicht

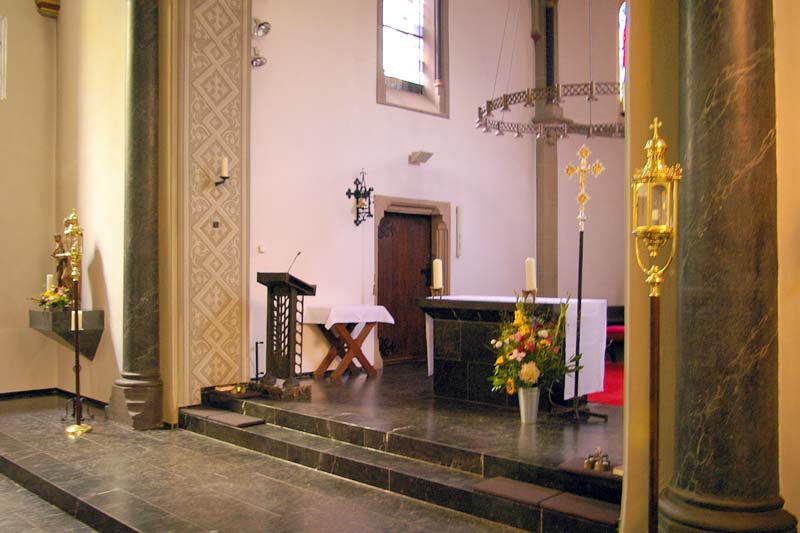
Altar

Die katholische Kirche St. Agnes steht in Düsseldorf-Angermund. Sie wurde als Pfarrkirche nach dem Dreißigjährigen Krieg gebaut.
Die gleichnamige Pfarrei gehört zum Katholischen Seelsorgebereich Angerland - Kaiserswerth im Stadtdekanat Düsseldorf des Erzbistums Köln.

## Geschichte
Angermund gehörte bis zum Dreißigjährigen Krieg zum Pfarrbezirk Kalkum. Es verfügte über eine Kapelle aus dem 9. Jahrhundert. 1632 wurde diese Kapelle zerstört.
Herzog Wolfgang Wilhelm von Berg stellte ein Grundstück zur Errichtung einer neuen Kirche zur Verfügung. 1646 waren die Außenmauern fertig, 1651 stand der Rohbau. 1658 fand der erste Gottesdienst in der neuen Kirche St. Agnes statt. 1669 wurde die Kirche nach einem Brand schwer zerstört und bis 1697 wiederhergestellt. Am 9. August 1697 konnte schließlich die offizielle Kirchweihe stattfinden.
1703 wurde Angermund eine selbstständige Pfarrei, St. Agnes wurde Pfarrkirche.
Im Jahr 1870 wurde die Kirche durch den Architekten August Carl Lange zu einer neuromanischen Basilika umgebaut und erweitert. Nach dem Zweiten Weltkrieg wurde der Bau 1953 unter Leitung des Architekten Theo Scholten grundlegend saniert, wozu auch die  Beseitigung von Kriegsschäden gehörte. Dieser Sanierung fiel die historische Innenausmalung zum Opfer.

## Architektur
Die Kirche wurde ursprünglich als Hallenkirche mit Satteldach angelegt. Die Konstruktion bestand aus Bruchsteinen. Das Dach wurde durch Holzstützen gehalten. Die Glocken befanden sich in einem Dachreiter.
Der Umbau der Kirche 1870 nach Plänen des Baumeisters Lange führte zu deutlichen Veränderungen: 
Anstelle von Holzstützen wurden Säulen errichtet, das so entstandene Mittelschiff angehoben und mit fünf Obergadenfenstern ausgestattet. Insgesamt ist die Kirche seitdem dreischiffig. Der Ausbau erfolgte mit Ziegelsteinen. Zudem wurde nunmehr ein Glockenturm errichtet.

## Ausstattung

### Kreuzweg
Die Kreuzwegbilder stammen vom Angermunder Kirchenmaler Heinrich Nüttgens. Nach dem Vaticanum II waren sie 1967 im Zuge einer Umgestaltung der Kirche gegen moderne bronzene Kreuzwegstationen ersetzt worden. Doch 1996 entschied sich die Gemeinde, den modernen Kreuzweg zu entfernen und Nüttgens Kreuzweg wieder aufzuhängen.

### Orgel
Die Orgel wurde 1933 von dem Orgelbauer Johannes Klais erbaut; sie ersetzte eine von Thomas Weidtmann 1738 gebaute Orgel. Das Kegelladen-Instrument hat 46 Register auf drei Manualen und Pedal. Die Spiel- und Registertrakturen sind elektrisch.
| I Rückpositiv C–g3 |                  |        |
| 1.                 | Rohrgedackt      | 8′     |
| 2.                 | Weidenpfeife     | 8′     |
| 3.                 | Principal        | 4′     |
| 4.                 | Hornprincipal    | 4′     |
| 5.                 | Nasard           | 2 ⁄3′  |
| 6.                 | Kleinprinzipal 0 | 2′     |
| 7.                 | Terz             | 1 3⁄5′ |
| 8.                 | Scharff IV       | 1′     |
| 9.                 | Krummhorn        | 8′     |

| II Hauptwerk C–g3 |                   |       |
| 10.               | Quintadena        | 16′   |
| 11.               | Principal         | 8′    |
| 12.               | Gemshorn          | 8′    |
| 13.               | Flöte             | 8′    |
| 14.               | Octave            | 4′    |
| 15.               | Rohrflöte         | 4′    |
| 16.               | Superoctave       | 4′    |
| 17.               | Hohlflöte         | 2′    |
| 18.               | Rauschquinte II 0 | 2 ⁄3′ |
| 19.               | Mixtur V          | 2′    |
| 20.               | Trompete          | 16′   |
| 21.               | Kupfertrompete    | 8′    |
| 22.               | Clairon           | 4′    |

| III Schwellwerk C–g3 |                   |       |
| 23.                  | Principal         | 8′    |
| 24.                  | Liebl. Gedackt    | 8′    |
| 25.                  | Violflöte         | 8′    |
| 26.                  | Flötenschwebung 0 | 8′    |
| 27.                  | Nachthorn         | 4′    |
| 28.                  | Quintatön         | 4′    |
| 29.                  | Blockflöte        | 2′    |
| 30.                  | Principal         | 1′    |
| 31.                  | Mixtur V          | 1 ⁄3′ |
| 32.                  | Dulcian           | 16′   |
| 33.                  | Schalmei-Oboe     | 8′    |
| 34.                  | Kropftrompete     | 4′    |
|                      | Tremulant         |       |

| Pedal C–f1 |                |         |
| 35.        | Principalbass  | 16′     |
| 36.        | Subbass        | 16′     |
| 37.        | Zartbass       | 16′     |
| 38.        | Quintbass      | 10 2⁄3′ |
| 39.        | Octavbass      | 8′      |
| 40.        | Bassflöte      | 8′      |
| 41.        | Choralbass     | 4′      |
| 42.        | Octave         | 2′      |
| 43.        | Hintersatz V   | 2 ⁄3′   |
| 44.        | Posaune        | 16′     |
| 45.        | Basstrompete 0 | 8′      |
| 46.        | Trompete       | 4′      |

- Koppeln: I/II (auch als Suboktavkoppel), III/I, III/II, II/I, III/III (Superoktavkoppel), I/P, II/P, III/P

## Glocken
Im Glockenturm hängt ein Glockengeläut von sieben Bronze-Glocken, die alle, in verschiedenen Jahren, von der Gießerei Petit & Gebr. Edelbrock in Gescher gegossen wurden.
| Nr. | Patron      | Gussjahr | Durchmesser | Gewicht | Schlagton |
| --- | ----------- | -------- | ----------- | ------- | --------- |
| 1   | Maria       | 1955     | 1326 mm     | 1516 kg | es1 −2    |
| 2   | Engelbert   | 1988     | 1092 mm     | 848 kg  | ges1 −1   |
| 3   | Agnes       | 1928     | 932 mm      | 420 kg  | as1 −2    |
| 4   | Sebastianus | 1955     | 845 mm      | 360 kg  | b1 −2     |
| 5   | Georg       | 1955     | 805 mm      | 324 kg  | ces2 −1   |
| 6   | Angelus     | 1955     | 717 mm      | 223 kg  | des2 −1   |
| 7   | Josef       | 1988     | 628 mm      | 168 kg  | es2 ±0    |

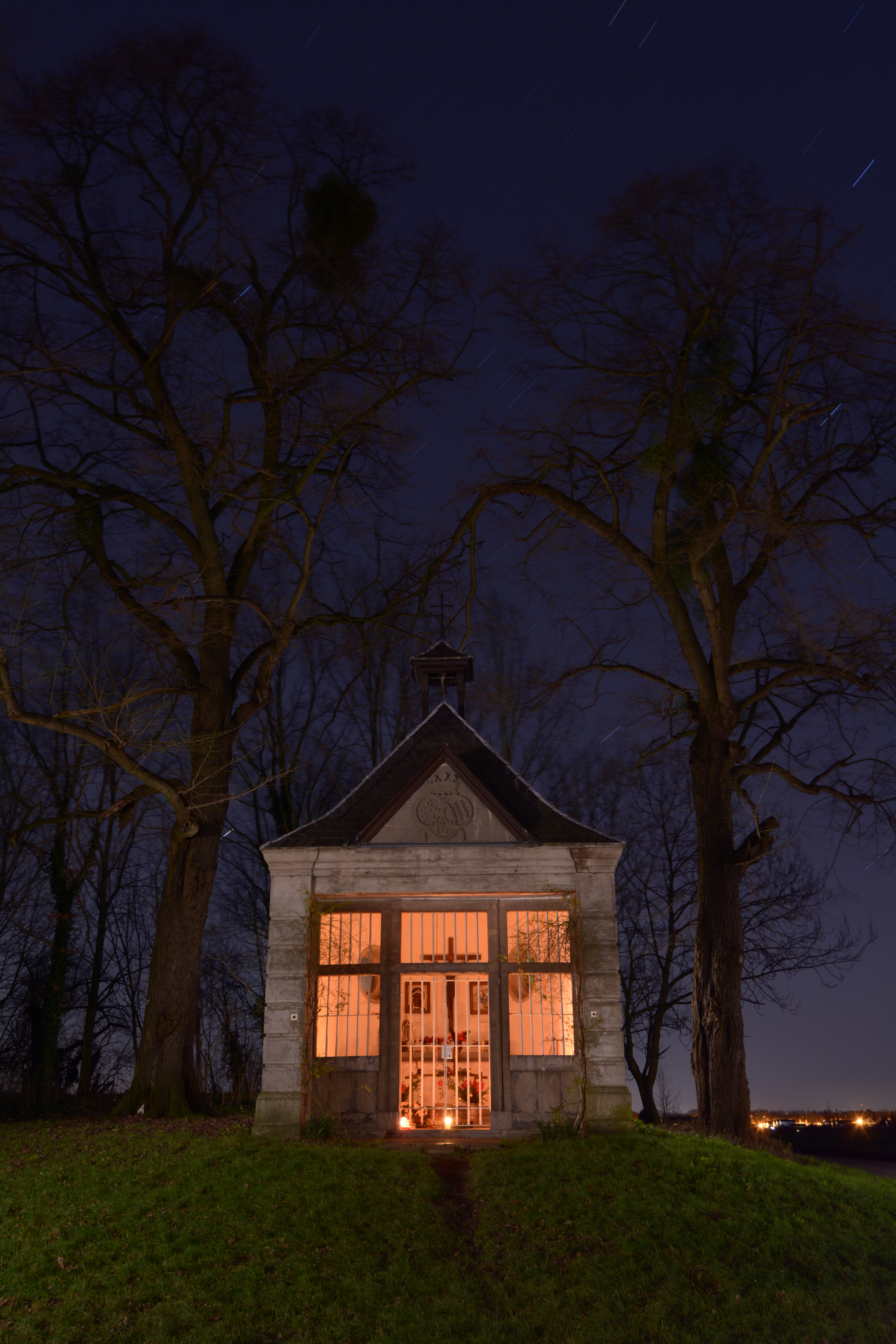
Kapelle St. Agnes, Kalkweg in Angermund

Läutemotiv ist das „Beuroner Geläutemotiv“

## Weiteres
Zwischen Schlosspark Heltorf und der Ortschaft Angermund gibt es am Kalkweg noch eine Kapelle St. Agnes.